# Державний науково-дослідний інститут в'яжучих речовин і матеріалів ім. В. Д. Глуховського
Державний науково-дослідний інститут в'яжучих речовин і матеріалів ім. В. Д. Глуховського — науковий підрозділ Київського національного університету будівництва і архітектури (КНУБА). Проводить фундаментальні дослідження зі встановлення закономірностей прояву в'яжучих властивостей мінеральними системами лужного і лужно-земельного алюмосилікатного складу, зі створення нового класу цементів та зв'язуючих для підвищення експлуатаційних характеристик матеріалів на їх основі, а також зі зменшення енерговитрат на їх виробництво та покращення навколишнього середовища.
На базі інституту функціонують:
- Випробувальна лабораторія будівельних матеріалів, акредитована Національним органом акредитації;
- Національний орган із сертифікації будівельних матеріалів (ОС «СЕПРОБУДКНУБА»).

Директором інституту є Кривенко Павло Васильович.